# 托尔纳雷乔
托尔纳雷乔（義大利語：Tornareccio），是意大利基耶蒂省的一个市镇。总面积27平方公里，人口1962人，人口密度72.7人/平方公里（2009年）。ISTAT代码为069092。